# Лазаркевич, Антони
Антони Лазаркевич, известный как Антони Комаса-Лазаркевич (пол. Antoni Łazarkiewicz; 12 марта 1980, Варшава) — польский кинокомпозитор и актёр. Член Польской киноакадемии.

## Биография
Сын режиссёров и сценаристов Петра и Магдалены Лазаркевичей. Племянник кинорежиссёра Агнешки Холлан. В 1994—1998 обучался в музыкальном училище в Варшаве. Затем, до 2003 года — Музыкальной академии в Кракове.
Пишет музыку для кинофильмов и театральных спектаклей. Несколько раз номинировался на присуждение польской кинонаграды «Орлы».
В 2008 году награждён премией European Film Music Trophy for Young Talent за музыку к фильму «Winterreise», в том же году отмечен музыкальной премией телевидения Германии German Television Music Award за музыку к фильму «Die zweite Frau».
Среди прочих композиций, написал музыку к польско-немецко-канадской драме «Во мраке» своей тётки, режиссёра Агнешки Холланд (2011).
В 2014 году награждён премией «Чешский лев» за музыку к фильму Агнешки Холланд «Горящая кровь» («Gorejący Krzew»), тогда же приз чешский кинокритиков за «Горящую кровь».

## Избранная фильмография
- 1999: На краю света
- 2002: Julies Reise
- 2006: Winterreise
- 2007: Our Street
- 2008: Die zweite Frau
- 2011: Во мраке
- 2014: Das Ende der Geduld
- 2014: Город 44